# Epimyrma corsica
Epimyrma corsica је инсект из реда Hymenoptera.

## Угроженост
Ова врста се сматра рањивом у погледу угрожености врсте од изумирања.

## Распрострањење
Ареал врсте је ограничен на једну државу. 
Француска је једино познато природно станиште врсте.